# Saint-Maurice-sur-Vingeanne
Saint-Maurice-sur-Vingeanne é uma comuna francesa na região administrativa da Borgonha-Franco-Condado, no departamento de Côte-d'Or. Estende-se por uma área de 17,38 km². Em 2010 a comuna tinha 212 habitantes (densidade: 12,2 hab./km²).